# Alba Adriatica
Alba Adriatica là một đô thị và thị xã của Ý. Đô thị này thuộc tỉnh Teramo trong vùng Abruzzo. Alba Adriatica có diện tích km2, dân số theo ước tính năm 2005 của Viện thống kê quốc gia Ý là 11.219 người. 
Các đơn vị dân cư:
Đô thị Alba Adriatica giáp với các đô thị: